# Europa Centrală și de Est
     Europa Centrală
     Europa de Est
     Europa de Sud-Est

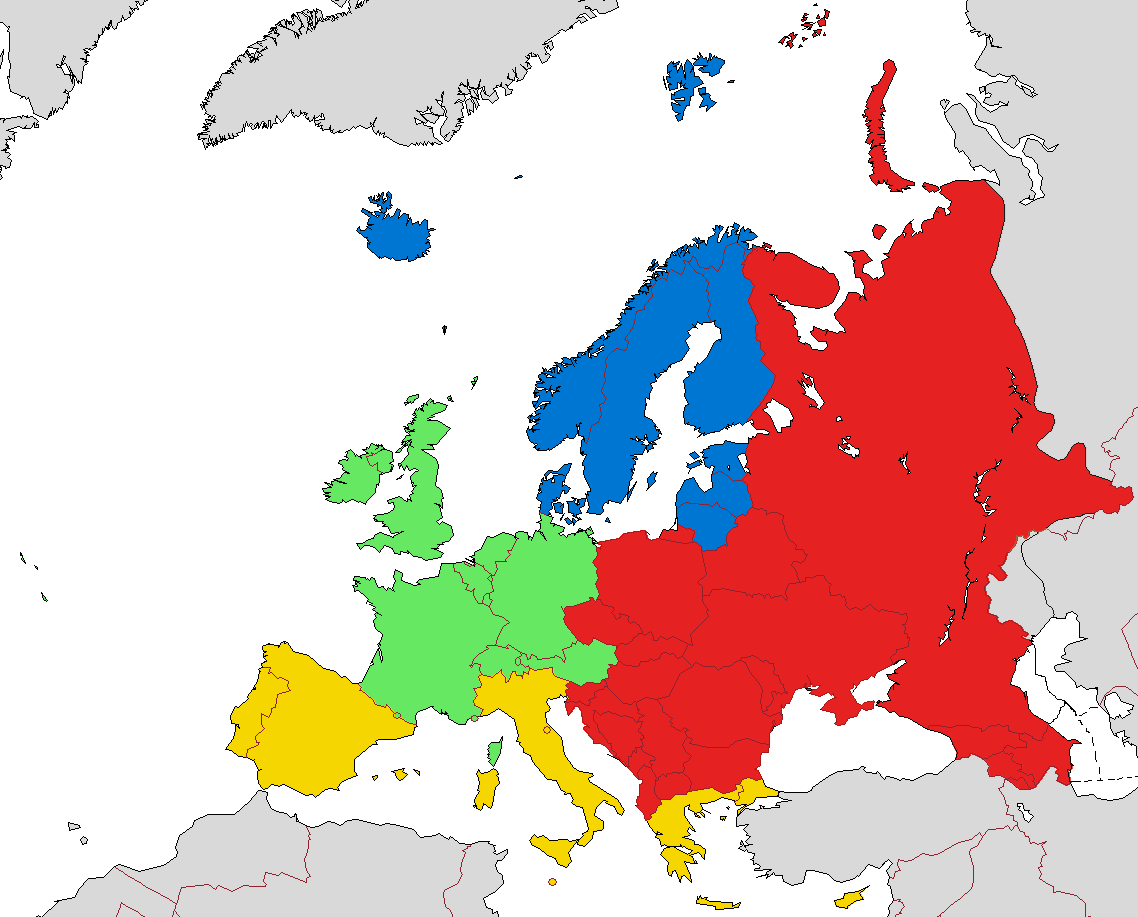
Subregiuni ale Europei, conform Eurovoc.

Grupul regional european conform The World Factbook:
Europa Centrală
Europa de Est
Europa de Sud-Est

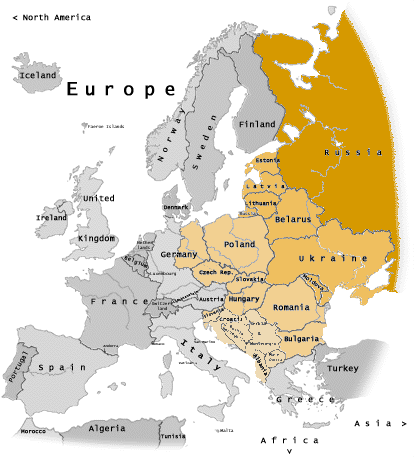
„Blocul estic” (portocaliu) de dinainte de 1989, suprapus granițelor actuale.

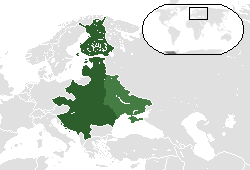
Conceptul Intermarium (Międzymorze) se suprapune cu multe definiții ale acestei regiuni.

Organizația Națiunilor Unite (ONU) a definit termenul de Europa Centrală și de Sud-Est ca fiind regiunea compusă din: Albania, Bosnia și Herțegovina, Bulgaria, Croația, Cehia, Grecia, Ungaria, Polonia, România, Serbia, Slovacia, Slovenia, Macedonia, Ucraina.

## Definiții
Termenul CEE include țările blocului estic (i.e. fostele țări comuniste din spatele Cortinei de fier care au aderat în trecut la Pactul de la Varșovia) la vest de granița de după Al Doilea Război Mondial cu fosta Uniune Sovietică (URSS); statele independente din fosta Iugoslavie comunistă (care nu au fost considerate parte a blocului estic); și cele trei state baltice - Estonia, Letonia, Lituania (care au ales să nu se alăture CSI cu celelalte 12 foste republici ale URSS).
Țările CEE sunt împărțite în continuare de statutul lor de aderare la Uniunea Europeană (UE): cele opt țări de aderare din prima undă care au aderat la UE la 1 mai 2004 (Estonia, Letonia, Lituania, Republica Cehă, Slovacia, Polonia, Ungaria și Slovenia), cele două țări de aderare din a doua undă care s-au alăturat la 1 ianuarie 2007 (România și Bulgaria) și țara de aderare cu valuri a treia care s-a alăturat la 1 iulie 2013 (Croația). Conform analizei Băncii Mondiale din 2008, tranziția la economiile de piață avansate s-a încheiat pentru toate cele 10 țări care s-au alăturat UE în 2004 și 2007.
Țările CEE includ fostele state socialiste, care se extind la vest de Rusia, Belarus, Ucraina, Moldova; la sud de Finlanda și la Marea Baltică; la nord de Grecia; și estul Austriei, Italiei și Germaniei:
- Estonia - membru al Uniunii Europene și NATO
- Letonia - membru al Uniunii Europene și NATO
- Lituania - membru al Uniunii Europene și NATO
- Polonia - membru al Uniunii Europene și NATO
- Germania (partea de est) - membru al Uniunii Europene și NATO
- Republica Cehă - membru al Uniunii Europene și NATO
- Slovacia - membru al Uniunii Europene și NATO
- Ungaria - membru al Uniunii Europene și NATO
- România - membru al Uniunii Europene și NATO
- Bulgaria - membru al Uniunii Europene și NATO
- Slovenia - membru al Uniunii Europene și NATO
- Croația - membru al Uniunii Europene și NATO
- Albania - membru NATO
- Muntenegru - membru NATO
- Serbia - țară candidată UE
- Macedonia de Nord - membru NATO
- Bosnia și Herțegovina
- Kosovo (teritoriu parțial recunoscut)

Potrivit Organizației pentru Cooperare și Dezvoltare Economică (OCDE): „Țările Europei Centrale și de Est (CEEC) este un termen OCDE pentru grupul de țări cuprinzând Albania, Bulgaria, Croația, Cehia, Ungaria, Polonia, România, Republica Slovacă, Slovenia și cele trei state baltice: Estonia, Letonia și Lituania."
Termenul de Europa Centrală și de Est (prescurtat CEE) a deplasat termenul alternativ Europa de Est-Central în contextul țărilor în tranziție, în principal pentru că abrevierea ECE este ambiguă: este în mod obișnuit Comisia economică pentru Europa, mai degrabă decât Europa de Est-Central.